# Microlestodes
Microlestodes is een geslacht van kevers uit de familie van de loopkevers (Carabidae). De wetenschappelijke naam van het geslacht is voor het eerst geldig gepubliceerd in 1987 door Baehr.

## Soorten
Het geslacht Microlestodes omvat de volgende soorten:
- Microlestodes atrifasciatus (Sloane, 1910)
- Microlestodes australiensis (Sloane, 1899)
- Microlestodes cinctus (Darlington, 1968)
- Microlestodes flavicornis Baehr, 1987
- Microlestodes inoculatus Baehr, 1987
- Microlestodes macleayi (Csiki, 1932)
- Microlestodes marcidus (Blackburn, 1903)
- Microlestodes occidentalis Baehr, 1990
- Microlestodes ovatus Baehr, 1987
- Microlestodes parallelus Baehr, 1987
- Microlestodes pseudohumeralis Baehr, 1987
- Microlestodes rufoniger Baehr, 1987
- Microlestodes yarrae (Blackburn, 1892)
- Microlestodes zonatus Baehr, 1987